# 大外落

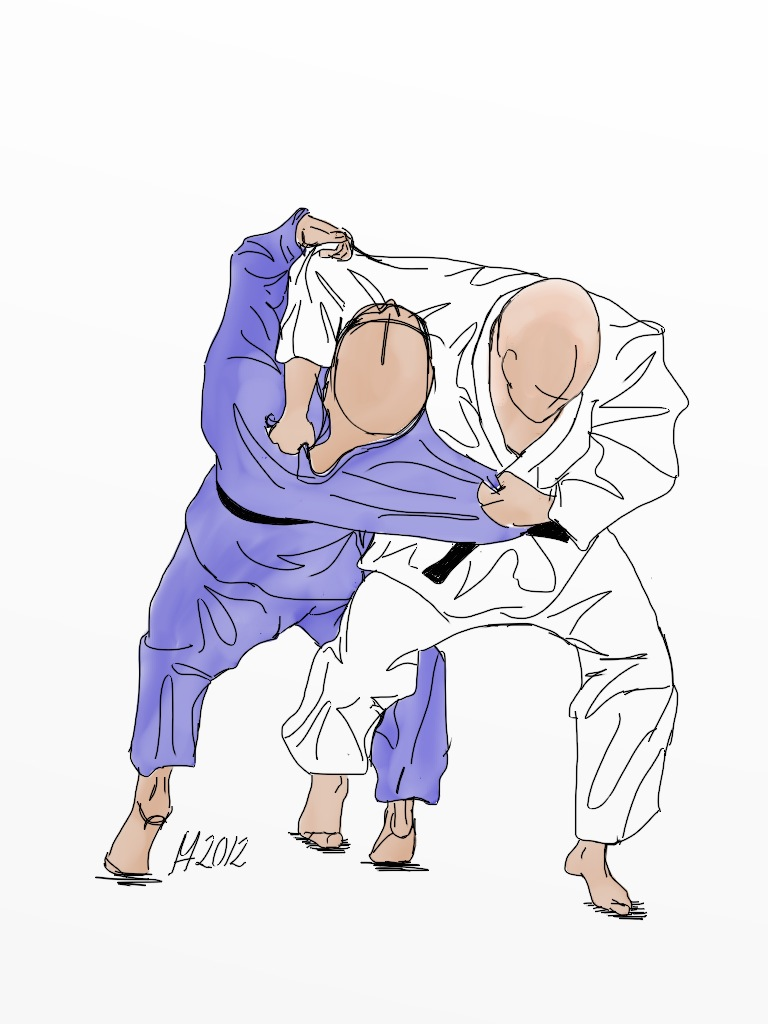
大外落のイラスト

大外落 （おおそとおとし）は、柔道の投技の足技21本の一つ。当初は手技に分類された。講道館や国際柔道連盟 (IJF) での正式名。IJF略号OSO。

## 概要
投げ方は、大外刈同様、自分の脚の外側で相手の脚の外側に仕掛けるが、小外掛の様に、縦に踏み込んで引っ掛ける（足を止める）様にして相手を倒す技である。
右技で説明する。
1. 左引き手で受の右外奥袖を取り、右釣り手で受の左から後襟を取る。
2. 受が引く時、又はその場に踏ん張る時、左足で受の右足の脇へ充分に踏み込む。
3. 右足を上げて受の右太腿の外側から両足の後の中間に踏み込む。
4. 右足を畳につけたまま、左引き手は下へ引き、右釣り手で押す。
5. 受の右足は居ついて抜き差しならないようになり、仰向けに倒れる。

この技は後頭部を強打する可能性が高く、受は受身をきちんと取り、取は受が畳に着く寸前に引き手を引くこと。
大外刈との違いは、大外刈は、相手の脚を刈るのに対して、大外落は、自分の脚を相手の脚の膝、もしくはその上の方に掛けて、その脚を床に降ろし、相手を押し倒すのである。

## 類似の技
大外車、大外刈、大外巻込。